# Rhoptropus braconnieri
Rhoptropus braconnieri là một loài thằn lằn trong họ Gekkonidae. Loài này được Thominot mô tả khoa học đầu tiên năm 1878.